# 304 Olga
304 Olga este un asteroid din centura principală, descoperit pe 14 februarie 1891, de Johann Palisa.